# Збірна Південної Осетії з футболу
Збірна Південної Осетії з футболу (рос. Сборная Южной Осетии по футболу) — футбольна команда самопроголошеної Південної Осетії, не визнана асоціаціями ФІФА та УЄФА. Є членом федерації футбольних асоціацій невизнаних держав і територій КОНІФА.